# Pia Olby
Kerstin Maria Pia Olby, född 28 januari 1956 i Strängnäs, är en svensk sångerska och sångpedagog.
Olby avlade sång- och talpedagogexamen vid Stockholms musikpedagogiska institut 1980 och har därefter varit verksam som jazzsånglärare där och som teatersånglärare. Hon blev sjungande skådespelare vid Riksteatern 1979 och har även varit verksam som frilansande jazzsångerska. Hon medverkade i radioserien Folknöjet 1984 (tillsammans med Jeja Sundström och Sid Jansson) och genom fört jazzturnéer med bland andra Jan Wallgren och Brus Trio. Hon tilldelades Jan Johansson-stipendiet 1991.
Olby är sedan 1989 lektor i musikalisk gestaltning på Musikhögskolan på Örebro universitet samt lektor i sånggestaltning på Stockholms dramatiska högskola.
Hon är också Accredited Teacher i NGVW (Nadine George Voice Work) sedan 2013.

## Diskografi
- Ur hjärtans djup (med Arne Forsén, Dragon 1991)
- Spion för en främmande makt (med Jan Levanders oktett, Prophone 1994)
- Min Tyrannosaurus rex äter bara kex (barnmusik, med Claes Janson, Kulturkompaniet 1995)
- Syndigt gott (Sittel Records 2002)